# Paweł Pasiński
Paweł Pasiński (ur. 6 marca 1993) – polski lekkoatleta specjalizujący się w rzucie dyskiem.
Zawodnik klubów: MLKS Nadwiślanin Chełmno (2008-2013), MKL Toruń (od 2014). Brązowy medalista mistrzostw Polski 2015 w rzucie dyskiem wynikiem 59,69 m. Akademicki mistrz Polski 2015 wynikiem 58,01 m. Szósty zawodnik młodzieżowych mistrzostw Europy 2015 wynikiem 57.08 m. 
Rekord życiowy w rzucie dyskiem: 61,46 (2015).